# Sabine Metzger
Sabine Metzger (* 2. März 1963 in Kassel) ist eine deutsche Malerin und Zeichnerin.

## Leben
Sabine Metzger studierte von 1983 bis 1990 an der Kunstakademie Düsseldorf bei Klaus Rinke und Alfonso Hüppi. 1989 wurde sie Meisterschülerin und erhielt ein Reisestipendium des DAAD für Irland. 1995 war sie Arbeitsstipendiatin der Stiftung Kunstfonds, 1998 folgte ein Stipendium durch die Kunststiftung NRW.
2019 verbrachte Sabine Metzger mehrere Monate als Gastkünstlerin an der Cité Internationale des Arts in Paris. Sabine Metzger lebt in Düsseldorf und arbeitet im Künstler-Atelierhaus Sittarder Straße. Sie ist Mitglied im Verein der Düsseldorfer Künstler.

## Werk
Sabine Metzgers abstrakte Arbeiten zeichnen sich durch dynamische Komposition und einen expressiven Einsatz von Farbe aus. Ihre Bildsprache entwickelt sich aus dem Bekenntnis zur Prozesshaftigkeit des malerischen Schaffens. Damit konzentriert sich die Künstlerin auf das elementare Erleben und Handeln in Malerei. Dieser Schwerpunkt ist charakteristisch für Sabine Metzgers künstlerische Entwicklung:
In ihren frühen Arbeiten konzentrierte sie sich auf monochrome Darstellungen abstrahierter Moos- und Flechtenstrukturen, wobei sie Textur und Details der natürlichen Welt in eine eigene Anschauung übertrug. Ab Mitte der 1990er Jahre wandte sie sich großformatiger Landschaftsmalerei zu, die von Eindrücken karger, ursprünglicher Landschaften wie den Vulkanen Islands oder Wüstengebieten im Südwesten der USA ausging. Parallel zu ihrer Malerei entstand ein umfangreiches, zeichnerisches Werk, das in verschiedenen Ausstellungen präsentiert wurde. „Das vielfältige Repertoire der Motive umfasst häufig Körper, Menschen, Tiere, Pflanzen und Architekturen, die in abstrakten Momentaufnahmen festgehalten werden.“ Elementares Erleben von Natur und Umwelt bildeten den Ausgangspunkt ihrer Transformation in eine autonome Bildsprache.

## Ausstellungen (Auswahl)

### Einzelausstellungen
- 1995 Galerie Monika Reitz, Frankfurt a. M.[4]
- 1997 Galerie Wolfram Bach, Düsseldorf[5]
- 2003 „:private collection“, Städtische Galerie Gladbeck (mit Silvia Bächli und Yvonne Fontijne)[6]
- 2006 „Pneumatische Chemie“, Galerie Charlier, Berlin
- 2018 „Second Nature“, SITTart, Düsseldorf[7]
- 2021 „Around The Bend“, Malkasten, Düsseldorf[8]
- 2022 „der Welt abhanden“, Maxhaus, Düsseldorf (mit Wolfgang Hambrecht)[9]
- 2023 „Once in a Blue Moon“, Westwerk., Hamburg[10]

### Gruppenausstellungen
- 1994 „1:1“, ID Galerie, Düsseldorf (u. a. mit Gerhard Richter, Jörg Immendorff, Thomas Ruff)[11]
- 1997 „Saldo“, Museum Kunstpalast, Düsseldorf (K)[12]
- 2002 „Der Berg“, Heidelberger Kunstverein (K)[13]
- 2005 „Trendwände“, Kunstraum Düsseldorf[14]
- 2007 61. Bergische Kunstausstellung, Kunstmuseum Solingen[15][16]
- 2019 „Zwischen Hungertuch und Kunstpalast“, Stadtmuseum Düsseldorf[17]
- 2025 „…und wir fangen gerade erst an“, Kunsthalle Düsseldorf[18]